# شینا شیرانی
شینا شیرانی، مجری رادیو و تلویزیون صدا و سیمای جمهوری اسلامی ایران و مجری شبکه پرس تی‌وی بود.
در بهمن ۱۳۹۴ فایل گفتگویی توسط وبگاه روز آنلاین منتشر شد که در آن شینا شیرانی نسبت به آزار جنسی خود توسط دو مدیر پرس تی‌وی افشاگری کرده که به دنبال انتشار این فایل صوتی دو نفر از کارکنان شبکه پرس تی‌وی تعلیق شدند. شیرانی در سال ۱۳۹۵ از ایران به ایالات متحده مهاجرت کرد و اکنون در شهر لاس وگاس زندگی می‌کند.